# Cenere esplosiva
Cenere esplosiva è un demo e primo disco solista del rapper milanese Asher Kuno, uscito nel 2002.

## Tracce
1. Nell'epicentro
2. Esplosione di stile
3. Fuck ATM (feat. Kayl)
4. Pronto all'offesa
5. Ciò che sono
6. Kuno Meets Sagittarius (Skit)
7. Rispondo al richiamo
8. Sforzi (feat. Bat One)
9. Superstamina (feat. Jack the Smoker, MDJ, Gomez, Zampa)
10. Fristoutro
11. Ciò che sono RMX
12. Nell'epicentro Acapella